# Arts Council of New Zealand Toi Aotearoa
Das Arts Council of New Zealand Toi Aotearoa (Creative New Zealand) ist die nationale Kunstförderungsagentur der Regierung von Neuseeland. Sie wurde 1963 gegründet. Die Organisation investiert in Künstler und Kunstorganisationen, bietet Programme zum Kompetenzaufbau und entwickelt Märkte und Publikum für neuseeländische Kunst im Inland und international.

## Geschichte
Creative New Zealand wurde 1963 als Queen Elizabeth II Arts Council gegründet. Schon vorher, in den 1940ern, war zu den Jubiläumsfeierlichkeiten zum hundertjährigen Bestehen der Regierung ein Kulturbüro im Department of Internal Affairs gegründet, sowie die New Zealand Film Unit und ein Nationalorchester. Ein Literaturfonds wurde ebenfalls eingerichtet.
Das Māori and South Pacific Arts Council (MASPAC) war Teil des Queen Elizabeth II Arts Council. Es wurde 1978 gegründet um „die Ausübung und Wertschätzung des Kunsthandwerks der Māori und des südpazifischen Volkes in Neuseeland zu ermutigen, zu fördern und weiterzuentwickeln“. Ein großer Erfolg des Council in den frühen 1980ern war die Anerkennung des Webens als Kunstform. Ngoi Pēwhairangi war die wichtigste Vorkämpferin für diese Entwicklung. 1983 gewährte MASPAC Misa Emma Kesha Fördermittel zur Gründung der Dunedin Multicultural Weavers Association, so dass verschiedene Kulturen eine Plattform bekamen ihre Kunstformen und einheimische Geschichten auszutauschen und im selben Jahr wurde Emily Schuster Vorsitzende eines Steuerungskomitees, welches sich mit den Bedürfnissen der Weber von Aotearoa befasste.
1993 wurde das Arts Council umstrukturiert und es wurden mehrere separate Arbeitsgruppen gebildet. 1994 wurde das Queen Elizabeth II Arts Council zur Crown Entity Creative New Zealand.
2012 führte Creative New Zealand die Fonds Toi Uru Kahikatea Arts Development und Toi Tōtara Haemata Leadership Investments ein, womit die bisherige Recurrently Funded Organisations Funding (Förderungspraxis) ersetzt wurde. Das Arts Development Investments bietet etablierten Künstlern, Gruppen und Kunstorganisations ein dreijähriges Förderprogramm.

## Verwaltung
Das Arts Council of New Zealand Toi Aotearoa ist die Verwaltung von Creative New Zealand. 2015 bestand das Council aus 13 Mitgliedern. Creative New Zealand ist eine Crown Entity und arbeitet innerhalb eines rechtlichen Rahmens, welchen der Arts Council of New Zealand Toi Aotearoa Act 2014 und der Crown Entities Act 2004 vorgibt.

## Förderung
Seit den 1980ern wurde Creative New Zealand durch Gelder des Lottery Grants Board (Lotto New Zealand) finanziert. 2006/2007 erhielt Creative New Zealand NZ$15,45 mio an Grundförderung.
Da der Großteil des Einkommens von Creative New Zealand aus Lottoeinnahmen besteht, wechselt die Summe entsprechend den Zahlen an Losverkäufen und Verkäufen von instant kiwi tickets. 2011/2012 erhielt Creative New Zealand NZ$27,5 mio aus den Lotterieeinnahmen sowie NZ$15,7 mio aus dem Arts Culture and Heritage Budget, 2010–2019 erhielt Creative New Zealand aus dem Crown Funding kontinuierlich NZ$15,89 mio pro Jahr. 2014/2015 gab es Kürzungen von ca. 30 % und es gab Zuschüsse von der Regierung, sowie wieder Beträge aus den Losverkäufen. 2015/2016 waren die Beiträge aus der Lotterie NZ$30 mio, 2018/2019 it was NZ$39 mio und 2019/2022 NZ$47 mio.
2022 erhielt Creative New Zealand NZ$16,68 mio von der Regierung.
Etwa 55 % der Mittel wird in Toi Uru Kahikatea Arts Development und Toi Tōtara Haemata Leadership Investments eingebracht. In den Zyklen 2023 bis 2025 werden damit insgesamt NZ$104 mio im Zeitraum von drei Jahren zwischen 81 Organisationen aufgeteilt, neben anderen Mitteln.
Zunwendungen können an Künstler, Community Groups und Arts Organisations ausgezahlt werden. Creative New Zealand fördert Projekte und Organisationen in verschiedensten
Bereichen der Kunst, inklusive Theater, Tanz, Musik, Literatur, Bildende Künste, Kunsthandwerk, Māori-Kunst, Pazifische Kunst, Inter-Arts und Multi-disziplinär, wie zum Beispiel die Organisation Toi Ake, welche die Entwicklung und Förderung von Māorikunst / ngā toi Māori betreibt.
Die Fördermittel werden durch vier Programme verteilt:
- Investment programmes
- Grants and special opportunities
- Creative Communities Scheme
- International programme